# Tomáš Klouček
Tomáš Klouček (né le 7 mars 1980 à Prague en Tchécoslovaquie, aujourd'hui ville de République tchèque et mort le 16 mars 2025 à Špindlerův Mlýn dans un accident de ski), est un joueur professionnel de hockey sur glace évoluant à la position de défenseur.

## Carrière
Réclamé au cinquième tour par les Rangers de New York lors du repêchage de 1998 de la Ligue nationale de hockey alors qu'il évolue pour le  HC Slavia Prague Junior en République tchèque, il rejoint l'Amérique du Nord dès l'année suivante pour compléter son niveau junior avec les Screaming Eagles du Cap-Breton de la Ligue de hockey junior majeur du Québec.
Devenant joueur professionnel en 1999, il joue avec le club affilié aux Rangers dans la Ligue américaine de hockey, le Wolf Pack de Hartford puis effectue l'année suivante ses premiers pas en LNH, partageant cette saison entre New York et Hartford.
Après avoir pris part à vingt rencontres avec Hartford en 2002-2003, les Rangers l'envoient aux Predators de Nashville. Il ne reste avec ces derniers que pour un an, rejoignant les Thrashers d'Atlanta le 2 décembre 2003.
Un lock-out paralysant les activités de la LNH en 2004-2005, Klouček retourne alors en République tchèque et partage cette saison entre trois formations de l'Extraliga tchèque. Il rejoue l'année suivante avec les Thrashers avant de signer un contrat d'une saison avec les Blue Jackets de Columbus au cours de l'été 2006.
Il repart à nouveau pour son pays natal en 2007-2008, rejoignant le RI Okna Zlín pour une saison avant de signer avec le Barys Astana de la Ligue continentale de hockey.

## Statistiques
| Saison     | Équipe                         | Ligue              |     | Saison régulière | Saison régulière | Saison régulière | Saison régulière | Saison régulière |   | Séries éliminatoires | Séries éliminatoires | Séries éliminatoires | Séries éliminatoires | Séries éliminatoires |
| Saison     | Équipe                         | Ligue              | PJ  | B                | A                | Pts              | Pun              | PJ               | B | A                    | Pts                  | Pun                  |                      |                      |
| 1997-1998  | HC Slavia Prague Junior        | Rép. tchèque jr.   | 41  | 1                | 9                | 10               |                  | -                | - | -                    | -                    | -                    |                      |                      |
| 1998-1999  | Screaming Eagles du Cap-Breton | LHJMQ              | 59  | 4                | 17               | 21               | 162              | 2                | 0 | 0                    | 0                    | 4                    |                      |                      |
| 1999-2000  | Wolf Pack de Hartford          | LAH                | 73  | 2                | 8                | 10               | 113              | 23               | 0 | 4                    | 4                    | 18                   |                      |                      |
| 2000-2001  | Rangers de New York            | LNH                | 43  | 1                | 4                | 5                | 74               | -                | - | -                    | -                    | -                    |                      |                      |
| 2000-2001  | Wolf Pack de Hartford          | LAH                | 21  | 0                | 2                | 2                | 44               | -                | - | -                    | -                    | -                    |                      |                      |
| 2001-2002  | Rangers de New York            | LNH                | 52  | 1                | 3                | 4                | 137              | -                | - | -                    | -                    | -                    |                      |                      |
| 2001-2002  | Wolf Pack de Hartford          | LAH                | 9   | 0                | 2                | 2                | 27               | 10               | 1 | 1                    | 2                    | 8                    |                      |                      |
| 2002-2003  | Predators de Nashville         | LNH                | 3   | 0                | 0                | 0                | 2                | -                | - | -                    | -                    | -                    |                      |                      |
| 2002-2003  | Wolf Pack de Hartford          | LAH                | 20  | 3                | 4                | 7                | 102              | -                | - | -                    | -                    | -                    |                      |                      |
| 2002-2003  | Admirals de Milwaukee          | LAH                | 34  | 0                | 6                | 6                | 80               | -                | - | -                    | -                    | -                    |                      |                      |
| 2003-2004  | Predators de Nashville         | LNH                | 5   | 0                | 1                | 1                | 10               | -                | - | -                    | -                    | -                    |                      |                      |
| 2003-2004  | Thrashers d'Atlanta            | LNH                | 37  | 0                | 0                | 0                | 25               | -                | - | -                    | -                    | -                    |                      |                      |
| 2004-2005  | HC Slavia Prague               | Extraliga tchèque  | 29  | 1                | 1                | 2                | 28               | -                | - | -                    | -                    | -                    |                      |                      |
| 2004-2005  | HC Oceláři Třinec              | Extraliga tchèque  | 11  | 1                | 2                | 3                | 24               | -                | - | -                    | -                    | -                    |                      |                      |
| 2004-2005  | HC Bílí Tygři Liberec          | Extraliga tchèque  | 8   | 1                | 0                | 1                | 12               | 9                | 0 | 1                    | 1                    | 35                   |                      |                      |
| 2005-2006  | Thrashers d'Atlanta            | LNH                | 1   | 0                | 0                | 0                | 2                | -                | - | -                    | -                    | -                    |                      |                      |
| 2005-2006  | Wolves de Chicago              | LAH                | 33  | 0                | 1                | 1                | 94               | -                | - | -                    | -                    | -                    |                      |                      |
| 2006-2007  | Crunch de Syracuse             | LAH                | 68  | 2                | 9                | 11               | 133              | -                | - | -                    | -                    | -                    |                      |                      |
| 2007-2008  | RI Okna Zlín                   | Extraliga tchèque  | 41  | 2                | 2                | 4                | 154              | -                | - | -                    | -                    | -                    |                      |                      |
| 2008-2009  | Barys Astana                   | KHL                | 47  | 5                | 18               | 23               | 197              | 3                | 0 | 1                    | 1                    | 16                   |                      |                      |
| 2009-2010  | Barys Astana                   | KHL                | 35  | 1                | 7                | 8                | 44               | 3                | 0 | 1                    | 1                    | 4                    |                      |                      |
| 2010-2011  | Barys Astana                   | KHL                | 17  | 1                | 1                | 2                | 65               | 3                | 0 | 0                    | 0                    | 6                    |                      |                      |
| 2011-2012  | HC Lev Poprad                  | KHL                | 20  | 0                | 1                | 1                | 18               | -                | - | -                    | -                    | -                    |                      |                      |
| 2011-2012  | HC Oceláři Třinec              | Extraliga tchèque  | 12  | 0                | 1                | 1                | 8                | -                | - | -                    | -                    | -                    |                      |                      |
| 2012-2013  | HC Oceláři Třinec              | Extraliga tchèque  | 48  | 1                | 5                | 6                | 48               | 11               | 0 | 2                    | 2                    | 16                   |                      |                      |
| 2013-2014  | HC Košice                      | Extraliga slovaque | 35  | 1                | 6                | 7                | 81               | 17               | 0 | 3                    | 3                    | 24                   |                      |                      |
| 2014-2015  | HC Znojemští Orli              | EBEL               | 4   | 0                | 0                | 0                | 12               | -                | - | -                    | -                    | -                    |                      |                      |
| 2014-2015  | HC Kladno                      | 1.liga tchèque     | 23  | 2                | 4                | 6                | 71               | 7                | 0 | 0                    | 0                    | 12                   |                      |                      |
| 2015-2016  | Gamyo Épinal                   | Ligue Magnus       | 23  | 3                | 6                | 9                | 59               | 12               | 0 | 5                    | 5                    | 49                   |                      |                      |
| 2016-2017  | Gamyo Épinal                   | Ligue Magnus       | 31  | 4                | 10               | 14               | 137              | 1                | 0 | 0                    | 0                    | 0                    |                      |                      |
| Totaux LNH | Totaux LNH                     | Totaux LNH         | 141 | 2                | 8                | 10               | 250              | -                | - | -                    | -                    | -                    |                      |                      |

## Honneurs et trophées
- Nommé dans l'équipe d'étoiles des recrues de la Ligue américaine de hockey en 2000.

## Transaction
- Repêchage 1998 : réclamé par les Rangers de New York (5e choix de l'équipe, 131e au total).
- 12 décembre 2002 : échangé par les Rangers avec Rem Murray et Marek Židlický aux Predators de Nashville en retour de Mike Dunham.
- 2 décembre 2003 : échangé par les Predators avec Benjamin Simon aux Thrashers d'Atlanta en retour de Simon Gamache et de Kirill Safronov.
- 17 septembre 2004 : signe à titre d'agent libre avec le HC Slavia Prague de l'Extraliga tchèque.
- décembre 2004 : signe à titre d'agent libre avec le HC Oceláři Třinec de l'Extraliga tchèque.
- 31 janvier 2005 : signe à titre d'agent libre avec le HC Bílí Tygři Liberec de l'Extraliga tchèque.
- 6 juillet 2006 : signe à titre d'agent libre avec les Blue Jackets de Columbus.